# Bidar Alam
Bidar Alam là một làng (nagari) ở Sangir Jujuan, Nam Solok, thuộc tỉnh Tây Sumatra của Indonesia, với dân số hơn 3.000 người. Nơi đây được biết đến là trụ sở của Chính phủ Khẩn cấp Cộng hòa Indonesia trong một thời gian ngắn vào năm 1949.

## Địa lý
Bidar Alam nằm cách vị trí trung tâm tại Padang Aro khoảng 21 km (13 mi). Nó là một trong năm làng ở Sangir Jujuan, và được chia nhỏ thành bảy Jorong (xóm). Nằm trong dãy núi Barisan, sông Batang Sangir chảy qua ngôi làng.

## Nhân khẩu
Bidar Alam có dân số 3.339 người vào năm 2019 theo Cục Thống kê Indonesia, chiếm 799 hộ gia đình.

## Lịch sử

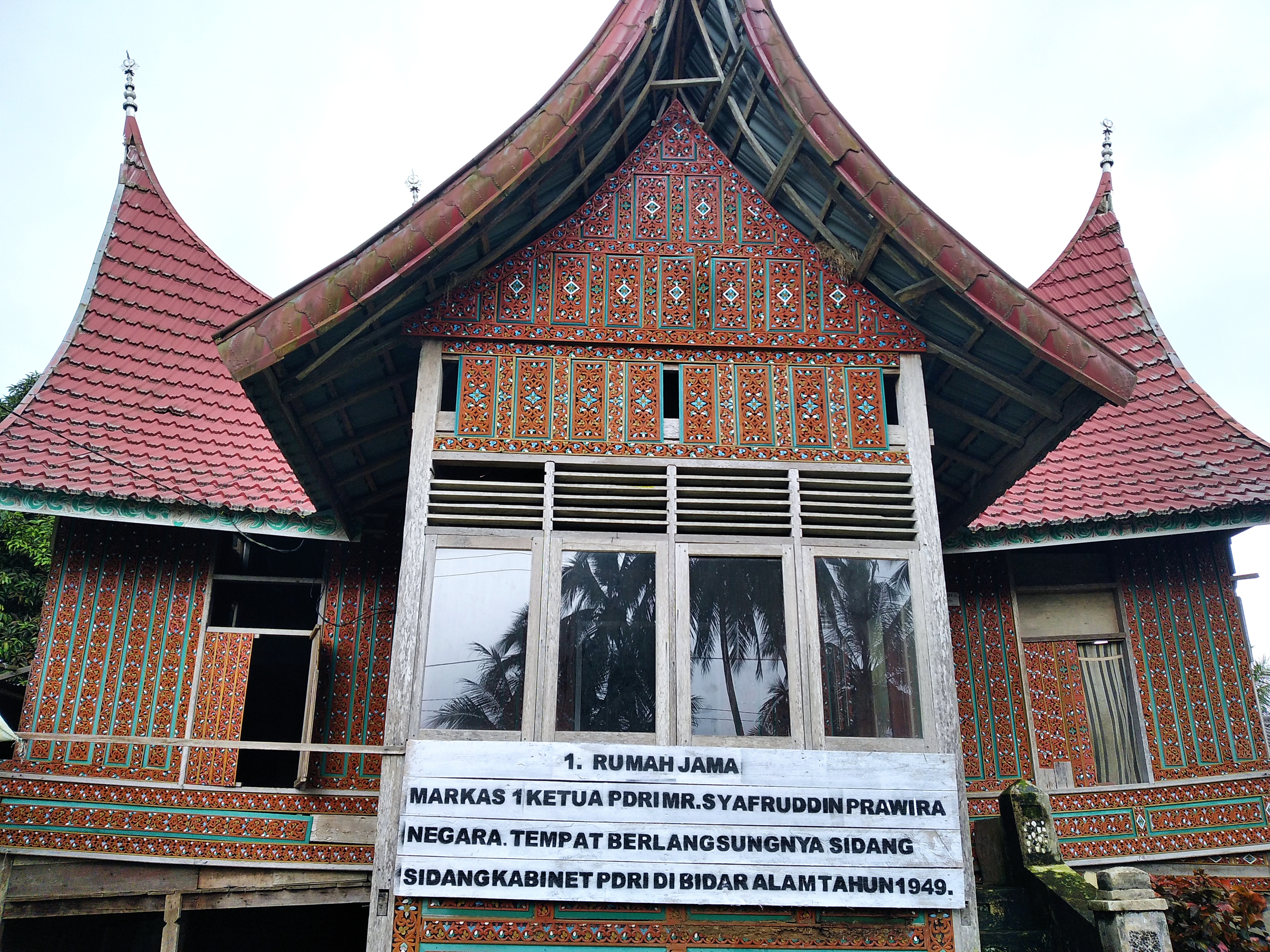
Rumah Jama, trụ sở PDRI ở Bidar Alam

Cuối năm 1948 và đầu năm 1949, Chính phủ Khẩn cấp Cộng hòa Indonesia (PDRI) chuyển vào nội địa để trốn tránh sự truy đuổi của Hà Lan, bắt đầu từ thành phố Bukittinggi, sau đó đến Payakumbuh, trước khi rời khỏi các vùng định cư đô thị. Đến ngày 9 tháng 1 năm 1949, một trong các nhóm, do người lãnh đạo PDRI Sjafruddin Prawiranegara dẫn đầu, đã đến Bidar Alam và hoãn lại kế hoạch tiến xa hơn về phía Pekanbaru do những bước tiến của Hà Lan. Cư dân địa phương thường hỗ trợ PDRI và cung cấp chỗ ở và thực phẩm cho các quan chức chính phủ. Được sự ủng hộ của Không quân Indonesia, PDRI thiết lập một trạm phát thanh lưu động tại thị trấn để liên lạc với thế giới bên ngoài. Ngôi nhà của một dân làng (ngày nay được biết với tên là Nhà Jama) được Sjafruddin sử dụng và dùng làm địa điểm in tiền tệ của PDRI.
Sự an toàn tương đối tại ngôi làng cho phép PDRI liên lạc với các chiến binh du kích ở Java và củng cố một chính phủ lâm thời. PDRI vẫn ở Bidar Alam cho đến cuối tháng 4 năm 1949, khi họ chuyển đi một lần nữa sau tin tức về các cuộc đàm phán giữa Hà Lan và Indonesia. So với các thị trấn và làng khác mà PDRI đặt trụ sở, Bidar Alam là nơi lâu dài nhất trong vòng 3,5 tháng. Một bia tưởng niệm nhỏ trong làng kỷ niệm sự hiện diện PDRI ở đó.

## Kinh tế
Gạo, cà phê và cao su được trồng trọt khắp làng. Nó có thể đi đến những địa điểm khác trong khu và huyện bằng đường bộ, và có loạt phòng khám puskesmas duy nhất ở Sangir Jujuan.